# Heteroxyidae
Heteroxyidae é uma família de esponjas marinhas da ordem Halichondrida.

## Gêneros
- Acanthoclada Bergquist, 1970
- Alloscleria Topsent, 1927
- Desmoxya Hallmann, 1917
- Didiscus Dendy, 1922
- Halicnemia Bowerbank, 1864
- Halicortex Sarà, 1958
- Heteroxya Topsent, 1898
- Higginsia Higgin, 1877
- Julavis de Laubenfels, 1936
- Microxistyla Topsent, 1928
- Myrmekioderma Ehlers, 1870
- Negombo Dendy, 1905
- Parahigginsia Dendy, 1924